# Luis Flòres (Missionar)
Luis Flòres (geboren 1574 in Antwerpen; gestorben am 19. August 1622 in Japan) war ein flämischer Missionar des Dominikanerordens in Mexiko und im Fernen Osten.

## Leben und Werk
Luis Flòres wurde in Antwerpen, damals Spanische Niederlande, geboren. Er wanderte mit seinen Eltern nach Mexiko aus und trat dort in den Dominikanerorden ein. Er wurde Priester und 1602 als Novizenmeister auf die Philippinen gesandt. Zusammen mit Pedro de Zúñiga reiste er 1620 nach Japan. In Sichtweite von Formosa wurde sein Schiff von dem englischen Schiff „Elizabeth“ aufgebracht und dann in Hirado an die Holländer übergeben. Diese übergaben ihn den Japanern in Nagasaki. Nach zwei Jahren Tortur im Gefängnis wurde er mit Zúñiga 1622, wie auch eine Reihe von japanischen Gläubigen, zum Tode durch Verbrennen verurteilt.
1867 wurde Flòres seliggesprochen.